# Susan Randall
Susan Randall (6 de septiembre de 1974) es una corredora estadounidense. En 2017, compitió en el evento de caminata de 50 kilómetros femenino en el Campeonato Mundial de Atletismo de 2017 celebrado en Londres, Reino Unido.